# Bombus brevivillus
Bombus brevivillus är en biart som beskrevs av Franklin 1913. Den ingår i släktet humlor och familjen långtungebin. Inga underarter finns listade.

## Beskrivning
Bombus brevivillus är en helsvart humla, med undantag för ansiktet hos hanen, som kan ha inblandning av några få tunna, bleka hår i den svarta pälsen. Vingarna är mycket mörka med svaga, violetta refexer, något ljusare hos hanen. Kroppslängden hos drottningen är omkring 27 mm, och vinglängden drygt 20 mm. Motsvarande värden för arbetarna är en kroppslängd på omkring 18 mm, och en vinglängd omkring 17 mm, och för hanarna en kroppslängd på omkring 19 mm, och en vinglängd på omkring 17 mm.

## Ekologi
Arten flyger bland annat till katalpaväxten Jacaranda copaia, ärtväxterna tonkaböna och Chamaecrista desvauxii samt gloxiniaväxten Paliavana tenuiflora.

## Utbredning
Utbredningsområdet omfattar Brasilien (delstaterna Alagoas, Amapá, Bahia, Ceará, Espírito Santo, Goiás, Maranhão, Mato Grosso, Mato Grosso do Sul, Minas Gerais, Paraíba, Pará, Pernambuco, Rio Grande do Norte och Rio de Janeiro), Guyana samt Venezuela.

## Hotstatus
Arten är, som flera humlor i tropiska Sydamerika, en flerårig art. Bokolonierna försvinner emellertid av okänd anledning (arten är litet studerad, något som IUCN, Internationella naturvårdsunionen, konstaterar). Medan vissa kolonier dör ut sedan könsdjuren (drottningarna och hanarna) producerats, vilket är det vanliga för humlor i tempererat, alpint och arktiskt klimat, återaktiveras andra med nya drottningar, vilket är mer normalt för tropiska humlor. I hur stor utsträckning detta förekommer hos Bombus brevivillus är tillsvidare okänt.